# ایپوئیراس (توکانتینس)
ایپوئیراس (به پرتغالی: Ipueiras) یک منطقهٔ مسکونی در برزیل است که در توکانتینس واقع شده‌است. ایپوئیراس ۲٬۰۵۲ نفر جمعیت دارد.